# Barbie és a Hattyúk Tava
A Barbie és a Hattyúk Tava (eredeti cím: Barbie of Swan Lake) 2003-ban megjelent amerikai 3D-s számítógépes animációs film, amelyet Owen Hurley rendezett. Az animációs játékfilm forgatókönyvét Elana Lesser és Cliff Ruby írták. A videofilm a Lions Gate Entertainment gyártásában készült, az Artisan Entertainment forgalmazásában jelent meg. Műfaja fantasy film.
Amerikában és Magyarországon 2003. szeptember 30-án adták ki VHS-en és DVD-n.
A magyar tv premier 2003. november 30-án, 17:05-kor volt a Minimaxon.

## Szereplők
| Szereplő        | Eredeti hang      | Magyar hang     | Leírás |
| --------------- | ----------------- | --------------- | ------ |
| Barbie (Odette) | Kelly Sheridan    | Csondor Kata    |        |
| Daniel (Herceg) | Mark Hildreth     | Markovics Tamás |        |
| Rothbart        | Kelsey Grammer    | Vass Gábor      |        |
| Odile           | Maggie Wheeler    |                 |        |
| Lila            | Venus Terzo       | Böhm Anita      |        |
| Tündérkirálynő  | Kathleen Barr     | Náray Erika     |        |
| Erasmus         | Michael Dobson    | Forgács Gábor   |        |
| Ivan            | Ian James Corlett | Fekete Zoltán   |        |
| Carlita         | Nicole Oliver     |                 |        |
| Királynő        | Gina Stockdale    | Andresz Kati    |        |
| Reggie          | Brian Drummond    | Horányi László  |        |
| Pék             | Garry Chalk       | Lux Ádám        |        |
| Marie           | Kathleen Barr     | Roatis Andrea   |        |
| Shelly          | Chantal Strand    | Czető Zsanett   |        |